# Cyberpunk
Cyberpunk je naziv za podžanr znanstvene fantastike u kojem postoji globalna računalno-komunikacijska mreža, tehnološka ili biološka usavršenja čovjeka, virtualna stvarnost i holografske simulacije, razvoj naprednih računala i umjetne inteligencije te sučelja između čovjeka i računala.

## Počeci
Godine 1985. u Interzoneu br. 14 pojavio se članak Nova znanstvena fantastika koji je bio i prvi manifest cyberpunk pokreta. Žanr je začet 1970-ih godina, a naziv je dobio po tome što su ga s punk glazbom donekle povezivale anarhističke ideje. Cyberpunkov propagandni list Cheap Truth dijeljen je besplatno i nikada nije bio zaštićen copyrightom. Članci su bili objavljivani pod pseudonimima radi izbjegavanja stvaranja kulta ličnosti ili skupina. Nakon tri godine i nakon što je sam cyberpunk prerastao u kult, list Cheap Truth je nestao sa scene.  Radnje cyberpunka redovito se događaju na Zemlji u bliskoj budućnosti, a nastanak podžanra vjerojatno je potaknut i razočarenjem zbog stagnacije svemirskog programa. Budućnost opisana u cyberpunk djelima često je distopijska i prepuna ekoloških katastrofa. Sam naziv cyberpunk stvorio je američki pisac Bruce Bethke  Arhivirana inačica izvorne stranice od 7. ožujka 2016. (Wayback Machine), 1980. napisavši priču tog imena. Ipak, naziv je popularizirao, i dao mu današnje značenje, američki pisac i urednik Gardner Dozois, pokušavajući opisati rad Williama Gibsona, koji se smatra začetnikom žanra, a čiji je roman Neuromancer postigao veliki uspjeh osvojivši nagrade Huga, Nebulu i Philip K. Dick. Kao značajan primjer može se navesti i roman Potpuni raspad Neala Stephensona, Eon Grega Beara, te filmovi Blade Runner, Johnny Mnemonic (kojemu je predložak priča Williama Gibsona) i trilogija The Matrix.

## Pisci cyberpunka
- William Gibson
- Bruce Sterling
- John Shirley
- Philip K. Dick
- Neal Stephenson
- Walter Jon Williams
- John Brunner
- Myra Cakan
- Alexander Besher
- Tad Williams

## Filmovi
- Blade Runner
- Robocop
- Johnny Mnemonic
- The Matrix
- Specijalni izvještaj (Minority Report)
- Equilibrium
- Djeca čovječanstva (Children of Men)
- Alita: Anđeo borbe

## Videoigre
- Cyberpunk 2077